# Maria Kihlbaum
Maria Helmina Gustava Kihlbaum, född 26 december 1874 i Mariestad, död 7 januari 1962 i Sundsvall, var en svensk fotograf verksam i 50 år med egen ateljé.

## Biografi
Maria Kihlbaum, född i Mariestad, var dotter till köpmannen Carl Kihlbaum (ägare till Sjötorps varv och sågverk) och Johanna Dyrén. Hon var yngst av åtta syskon och ville tidigt få ett yrke och utbildade sig till fotograf hos hovfotografen Carl Rosén i Stockholm. Vid 23 års ålder förvärvade hon en egen fotoateljé i Sundsvall med hjälp av sin bror konsul Carl Wilhelm Kihlbaum. Hennes första bostad och ateljé var på vinden i det s.k. Hellbergska huset på Storgatan 33.
De första åren cyklade Maria Kihlbaum runt i Sundsvall med sin bälgkamera i cykelkorgen och dokumenterade livet i staden: cirkusarna på festplatsen Rullan, sågverken, hamnen med båtarna, de stora magasinen, sjöfolket, arbetarna, borgarna och de praktfulla Stenstadshusen.
Hon verkade som fotograf i ett halvt sekel, dokumenterade stadens snabba utveckling efter storbranden 1888 och hann också avporträttera flera Sundsvallsbor och många medelpadsbor.

## Fotografiyrket

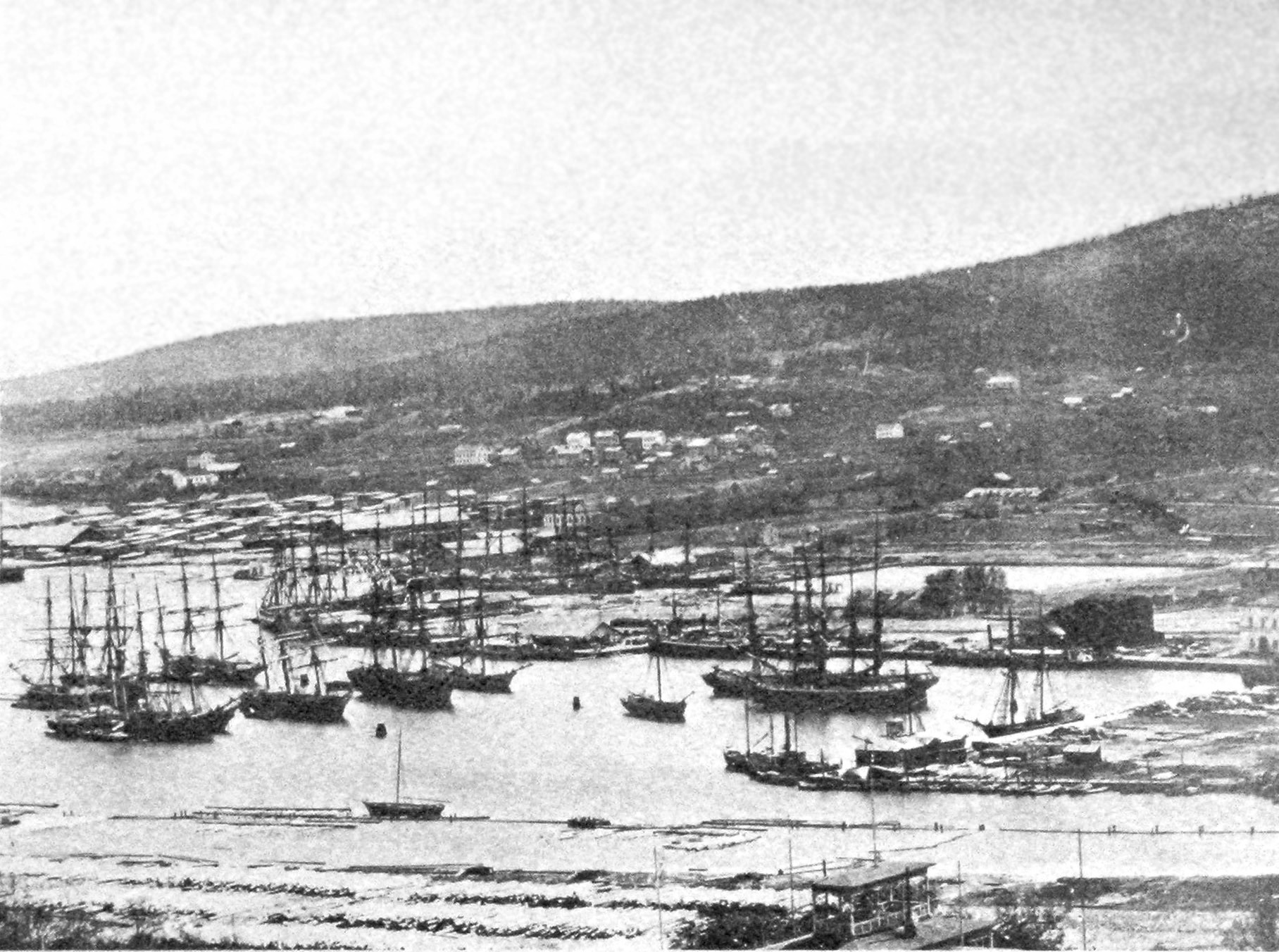
Sundsvalls hamn på 1870-talet.

| ”              | Under 1800-talet blev fotografiyrket undantaget i en värld där kvinnor i stort sett var fullständigt uteslutna från både handel och hantverk. För det växande antalet ogifta medelklasskvinnor, och även för kvinnor ur andra samhällsklasser, innebar livet som fotograf en sällsynt möjlighet till självförsörjning och oberoende. | „ |
| – Eva Dahlman, | |   |

## Kihlbaums fotoateljé
Kihlbaums fotoateljé öppnade 1897 och är Sundsvalls äldsta och en av Norrlands äldsta fotoateljéer. Maria Kihlbaum arbetade i denna ateljé i 50 år. 1930 flyttade ateljén till Köpmangatan 24 och Kihlbaum anställde Ester Näslund som successivt kom att ta över fotograferandet.
Efter Maria Kihlbaums död 1962 fortsatte Ester Näslund verksamheten till 1972 då ateljén såldes.